# Haideoporus texanus
Haideoporus texanus är en skalbaggsart som beskrevs av Young och William H. Longley 1976. Haideoporus texanus ingår i släktet Haideoporus och familjen dykare. Inga underarter finns listade i Catalogue of Life.